# Presidente del Consejo de Seguridad de las Naciones Unidas
El presidente del Consejo de Seguridad de las Naciones Unidas es el funcionario que preside este consejo. El presidente es la cabeza de la comisión del Estado miembro del Consejo de Seguridad que ejerce la presidencia rotatoria.

## Selección
El Consejo de Seguridad está autorizado para establecer las normas de procedimiento, "incluso el método de seleccionar a su presidente". El Consejo de Seguridad ha establecido un método de seleccionar al presidente mediante lo siguiente: la presidencia rota mensualmente entre los países miembros del Consejo de Seguridad. La rotación tiene lugar en el orden alfabético en inglés de los nombres de los Estados miembros de Naciones Unidas.

## Tareas
El papel de presidente del Consejo de Seguridad involucra varias agendas, preside sus reuniones, y vigila cualquier crisis. El presidente está autorizado para emitir declaraciones presidenciales (sujeto al acuerdo general entre los miembros del Consejo) y notas que se usan para hacer declaraciones de intención que el Consejo de Seguridad pueda seguir entonces. El presidente también normalmente habla a la prensa en nombre del Consejo de Seguridad.